# Syende kvinna
Syende kvinna (danska: Syende kvinde) är en oljemålning från 1880 av den franske konstnären Paul Gauguin. Målningen är utställd på Ny Carlsberg Glyptotek i Köpenhamn.
Syende kvinna är en tidig målning av Gauguin med tydliga influenser från Camille Pissaro och impressionisterna. Den ställdes ut på impressionisternas sjätte utställning i Paris där Gauguin dock inte lyckades sälja den. Gauguins danska fru, Mette Gad, ville inte ha den upphängd på väggen i deras hem och efter parets separation sålde hon den 1892 till konstnären Theodor Philipsen. Han testamenterade målningen till Statens Museum for Kunst som 1922 beslöt att deponera den på Ny Carlsberg Glyptotek.